# Apenesia amazonica
Apenesia amazonica (лат. ) — вид ос-бетилид рода Apenesia из подсемейства Pristocerinae  (Chrysidoidea, Hymenoptera). Южная Америка.

## Распространение
Южная Америка (Бразилия).

## Описание
Относительно крупные осы-бетилиды. Длина тела около 7,6 мм. 
Тело коричневое; метасома темно-коричневая. Жвалы с 2 апикальными зубцами. Глаза  эллиптические, с 11 фасетками. Щёки короче, чем длина глаз. Голова шире, чем мезосома. Усики 12-члениковые. Нижнечелюстные щупики 4-члениковые, а нижнегубные состоят из 3 сегментов.
Вид был впервые описан в 1874 году, а его валидный статус подтверждён 2020 году бразильскими гименоптерологами Isabel D.C.C. Alencar (Instituto Federal de Educação, Ciência e Tecnologia do Espírito Santo, Витория, Эспириту-Санту, Бразилия) и Celso O. Azevedo (Universidade Federal do Espírito Santo, Departamento de Biologia, Эспириту-Санту, Бразилия).